# 矢ガモ

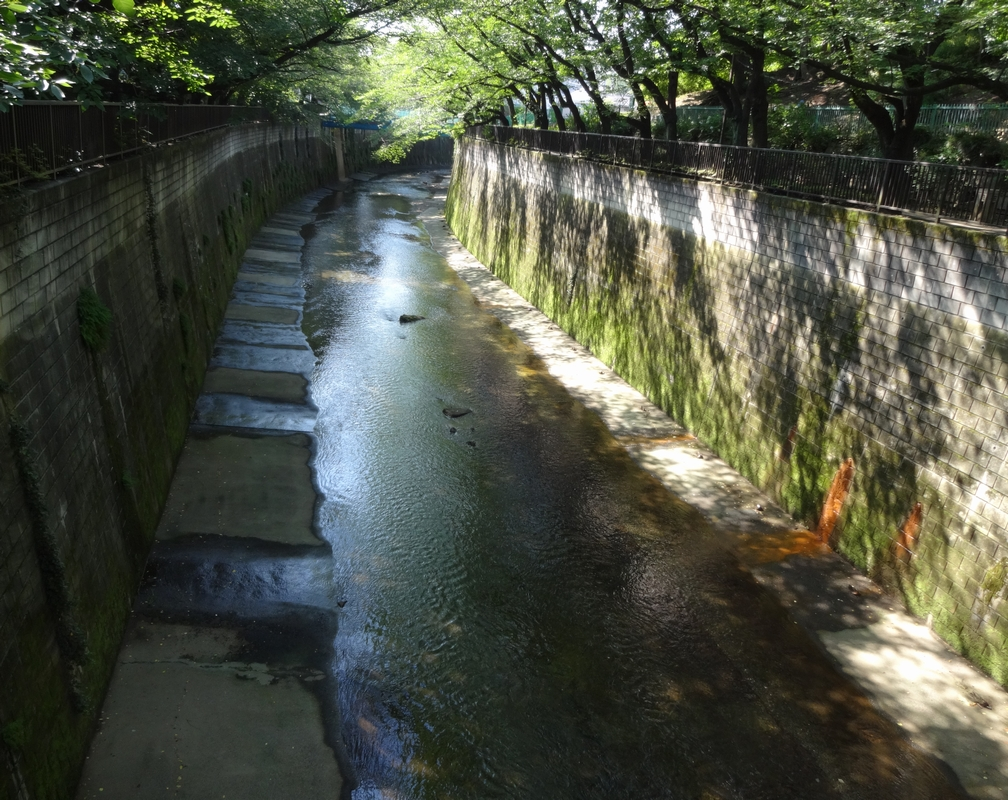
石神井川。後述の加賀緑橋の記念碑「やすらぎの水辺」付近の光景。

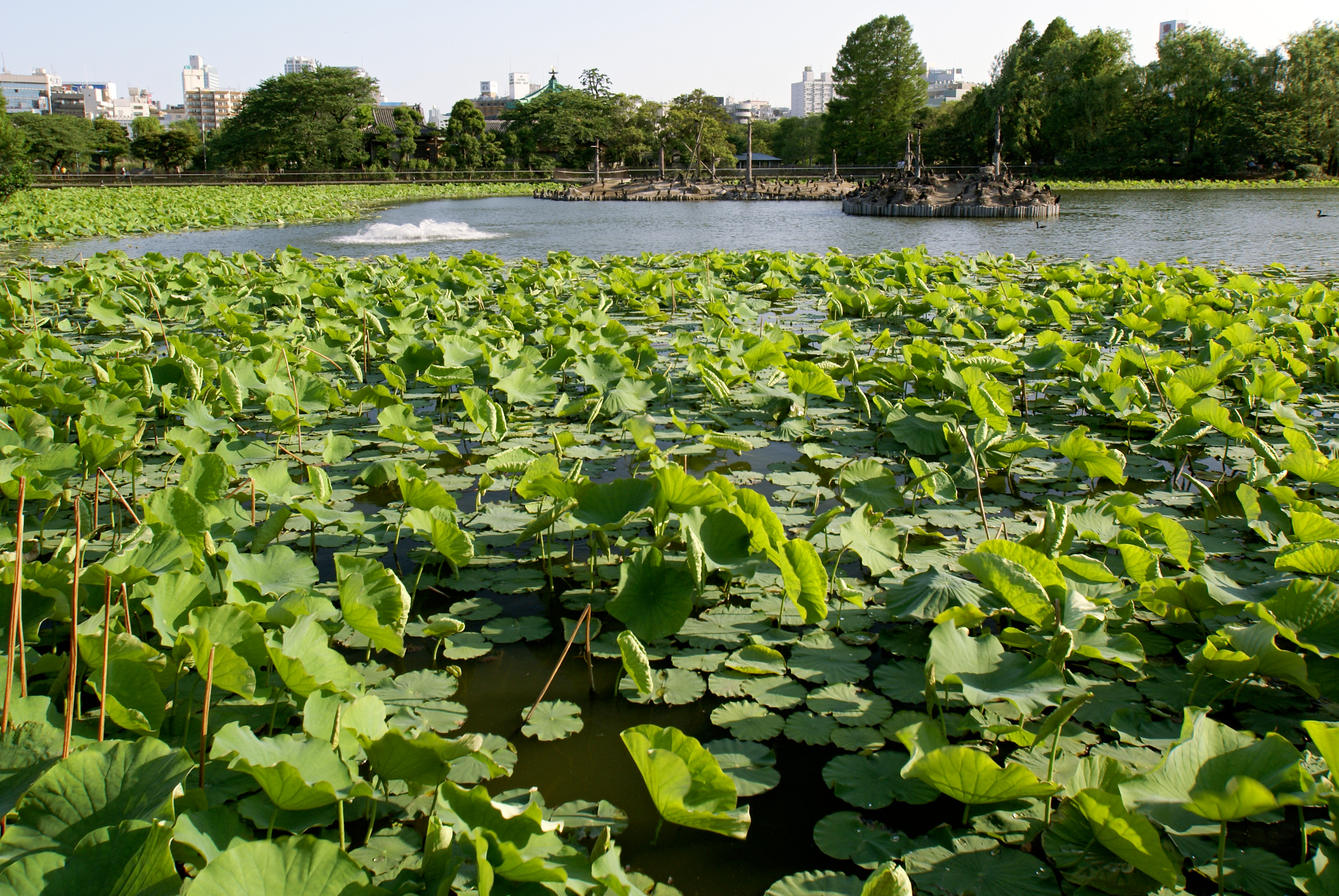
不忍池（蓮池）

矢ガモ（やガモ）は、1993年（平成5年）1月22日に東京都の石神井川で発見された、クロスボウの矢で射られたオナガガモの通称。矢が刺さったままの姿で石神井川や不忍池を行き来した末に、翌月の2月12日に上野動物園で保護され、矢を摘出された状態で放された。
矢の刺さったままで生き続ける姿が痛々しいとして話題を呼び、動物愛護の象徴ともいわれ、多くのメディアで話題に昇った。しかしその一方、保護されるまで見物人が急増したことや、報道の過熱ぶりが問題視され、日本では社会問題にまで発展した。

## 事件の概要
1993年1月22日、石神井川で背に矢が刺さったままのメスのオナガガモが発見され、板橋署に連絡が入った。このカモは矢が刺さったままの姿で生き続け、不忍池に顔を出したり、また石神井川に戻ったりと、水辺を行き来した。
2月1日に東京都板橋区の区役所職員が保護に乗り出したことを皮切りに、同日から2月11日にかけ、板橋区や北区の職員たちがこのカモの保護を試みた。オナガガモは渡り鳥であり、2月下旬には日本を発つと見られたため、2月上旬頃より保護を試みる各団体の動きが活発化した。
この間にテレビのワイドショーなどの番組でも連日、このカモのことが「矢ガモ」の呼び名で報じられた。連日の報道により、2月2日頃から板橋区役所宛てにカモの救助を求める電話が殺到し、2月4日頃より見物人が急増、連日のように報道関係者や見物人がこのカモのもとに押し寄せた。
2月12日、上野動物園の係員らが弁天橋のたもとに網をしかけ、カモの保護に成功。同園の動物病院による手術で、ただちに矢が摘出された。同院で野生へ戻るためのリハビリを受けた末、体力も順調に回復。日本を発つ時期が迫っていることもあり、2月23日、カモは不忍池に放たれた。ほかのカモたちにもすぐに迎え入れられ、群れの中に加わることができた。

## カモの生態
このカモは保護されるまでの間、石神井川を飛び立ってから5分後には、すでに不忍池で羽を休めている姿が見られた。矢傷を負ったカモですら川と池を自由に行き来していることから、都内や近隣の県のカモは、かなり自由にこれらの水辺を往来しているものと見られた。また、矢の刺さったままのカモを明らかに周囲のカモたちが避けていることから、カモにとっては鳴き声以外にも、動作や行動が重要なコミュニケーション手段となっており、矢の刺さった姿はほかのカモたちに異様な印象を与えているものと考えられた。当時の上野動物園東園の飼育係長を務めていた小宮輝之は、「矢の刺さった目立つ姿のカモが連日報道されることで、カモの生態としてこうした新しい発見をすることができた」と語っている。2001年（平成13年）の石神井川流域連絡会の会議要旨にも、矢ガモ事件を通じて石神井川のカモの行動が判明した旨が記載されている。
保護後の動物病院での検査によれば、カモに刺さっていた矢は、偶然にも心臓や肺などの臓器や重要な血管などを傷つけずに胴を貫通しており、致命傷に至らなかったことが判明した。鳥類は比較的体温が高く、雑菌が増殖しにくいことから、傷口が化膿せず済んだようであった。当時の日本鳥類保護連盟の会長を務めていた河野洋平も、「人間と違って、鳥の体温は40度以上のために、雑菌を殺してしまう」と解説していた。また矢が、筋肉を大きく傷つける狩猟用のものではなく、競技用の矢であったことも幸いした。とはいえ、刺さった位置が少しでもずれていれば、致命傷になった可能性は充分と見られた。野性動物救護獣医医師会理事の馬場国敏は、「保護されなければ1か月以内に確実に死亡していた」と分析している。
矢のほか、体内には2発の散弾も発見されたが、矢と同じく急所を逸れており、偶然に偶然が重なって生存に繋がったものと見られた。また、摘出手術をした場合は、回復が遅れて野生に返ることへの支障となる恐れがあったこと、鉛中毒もほとんど心配なかったため、あえてそのまま残された。

## 区役所や各団体の対応
このカモの発見以来、東京都板橋区と北区の職員たちは、土曜・日曜返上で、大がかりな作戦を実施した。捕獲の専門である東京都猟友会、山階鳥類研究所、東京都の鳥獣保護係なども救出作戦に加わり、その総数は約70人に昇った。2月4日には板橋区環境保全課を中心として東京都、板橋区、北区による「カモ救出検討会」も結成され、山階鳥類研究所もこれに加わった。
板橋区では環境保全課が作戦の中心となり、課長以下37人の大半が連日、夜21時から23時ごろまで残業した。2月8日と9日には、10人ずつが徹夜か休憩室での仮眠で夜を明かし、午前3時から保護にあたった。広報課員1人もつき合った。ほかの課からも多くの職員が応援にかけつけ、猟友会員、北区職員と合わせて約50人が動員された。この疲労により、11日には大半の職員が欠勤した。北区環境保全課と河川公園課の職員も残業の連続で、8日と9日には職員4人ずつがほぼ徹夜した。台東区でも、2月7日は日曜日返上で環境保全課職員が出勤した。カモの保護成功後、板橋区環境保全課の職員からは一斉に拍手が沸き起こり、北区の職員たち共々「これでやっと休める」「これで、ゆっくり寝られる」と安堵した。
板橋区予算課によると、作戦に費やした費用は約300万円に昇り、そのうち約3分の1は職員の超過勤務手当で、残りは網の購入費、携帯電話、貸し布団代などという。北区財政課は、人件費と諸費用を合わせて百万円近くかかったとみている。
一方の上野動物園では、保護に成功した網は、もともと園内にあった漁網を改造したもので、同園は「保護のための費用はほとんどない」と話している。費用は職員の残業手当と餌代のみで、約10万円程度とみられている。前述の小宮輝之は、カモの保護に成功した姿が全国に報じられ、一躍「時の人」となった。
また、後述のように過熱する報道や世間の一方で、上野動物園の動物病院ではこのカモをほかの動物と区別することは一切なかった。記録上も「矢ガモ」ではなく単に「オナガガモ、矢が刺さっている」のみであった。カモの手術や看護を担当した上野動物園の動物病院長・田辺興記も「決してこのカモを特別視したわけではなく、ほかの傷ついた動物と同じ対応をしたにすぎない」と、あくまで獣医としての冷静な対応を貫いた。

## 報道の過熱
カモを取り巻く報道陣や見物客は連日、百人以上に昇った。カモは人々を警戒して岸に近づかなくなり、騒ぎから逃れようとするカモをさらに報道陣が追いかけ、台東区や動物園による保護の妨げとなった。前述の小宮輝之によれば、「カモが不忍池に飛来した際に職員が現地へ向かったものの、報道陣のマイクやカメラに取り囲まれて、保護どころではなかった」という。
フジテレビジョンは2月1日から連日、ニュース番組やワイドショーで報道を続けた末、9日からは取材チームを現場に交代で派遣し、10日には中継車を送り込んだ。板橋区による最大規模の保護作戦が展開されたこの10日には、駆けつけた報道陣は約40人とも50人ともいわれ、報道陣が車道にまではみ出して周囲に迷惑をおよぼす姿も見られた。翌2月11日には、区役所員たちが保護の仕掛けを構えた石神井川にカモが姿を見せたことで、その騒動は頂点に達した。テレビや新聞の報道陣は交代制であったが、週刊誌では「矢ガモ番」を命じられ、カモが捕えられるまで帰社を禁じられた記者もいた。
報道陣が大挙して押しかける予想外の過熱ぶりに、東京都などは「カモの保護作戦に支障をきたす」と、9日から報道陣に取材の自粛を要請。カモを落ち着かせるため、不忍池の前の通路（動物園の入園客の通路）を同9日からは通行止めにした。
カモが人間の挙動に非常に敏感と見られたことから、同9日、保護作戦中は報道陣を含めた一般人の立ち入り制限を実施することも決められた。報道各社には「ヘリコプターなどによる上空からの取材」「フラッシュの使用禁止」などの詳細な「保護作戦中の立ち入り自粛要請」が「カモ救出検討会」からファクシミリで送付された。
2月9日に石神井川で保護作戦が展開された際は、検討会のメンバーが川沿いの遊歩道の入口をロープで閉鎖。取材に当たった報道陣約20人と一般人に「作戦中の立ち入り禁止」を呼び掛け、通行規制を行った。
翌10日、都鳥獣保護係と板橋・北両区環境保全課の連名により、取材自粛要請の内容として会話や自動車などの騒音防止、照明の使用禁止、現場の立ち入り規制などが定められた。同日の石神井川での保護作戦に際しては、「カモが警戒するのでフラッシュなどを使わないように」と都が立ち入り規制した。前述のように連日の報道を続けたフジテレビジョンも、都側の要請を受け、撮影には望遠レンズや暗視カメラを使ったり、ヘリコプターを使わないなどの配慮をした。
過熱する報道に妨げられて保護失敗が繰り返されたことを踏まえ、上野動物園側は矢ガモを緊張させないことが最も大事と判断。事前に作戦実行を発表すると注目されてしまうため、2月11日に「今週はもう捕まえません」と発表した後、翌2月12日、人通りの少ない午前中に作戦を実施した。結果的にこの戦略が功を奏し、同日の保護に成功に繋がった。報道陣を避けるため、前もって捕獲は園内の池に入ったときのみにすると決めておき、カモが園外の池にいるときは、動物園の制服ではない私服姿で、捕獲用の網も持たずに偵察するといった工夫もあった。当時の飼育課長である中山恒輔は、カモの救助の機会を逃さないため、「作戦は公表できない」と、自ら報道陣に対する盾となっていた。
日本国外では、アメリカのCNNやAP通信で報じられた。AP通信はいち早く2月3日、矢の刺さったカモの写真と「何でこんなことに」の見出しとともに打電し、その後も救出劇の経過を世界に打電し続けた。
カモの保護の成功後は、ほとんどの大新聞が夕刊の1面でこのことを報道した。翌日にはスポーツ新聞の1面で、手術の模様やレントゲン写真が大きく掲載された。矢の摘出手術が終わった2月12日当日には、テレビでこのカモの特集のために、放映予定を変更したテレビ局もあった。イギリスのロイターでは、この日本の過熱ぶりを皮肉り「日本の最新のメロドラマはハッピーエンドを迎えた」と報じた。

### 報道陣からの声
当時の新聞社やテレビ局の記者たちは、矢ガモの取材にはジレンマを感じており「矢を刺されたカモの姿はショックが大きく、最初に報道する意味は大きかったが、それがエスカレートしてしまった。とはいえ、ここで取材をやめて結末をフォローしないのは、報道としてしり切れトンボになってしまう」「たった一羽のカモを大勢で追い回すことに、どんな意味があるのか、もっとほかに追うべき相手があるんじゃないか、と思うことがある」「一つの局から三つ、四つも取材の班が出るというのは確かに騒ぎすぎだと思う」などと語っていた。報知新聞社でこの取材を命じられた当時の新人カメラマンの1人は、寒気の中で携帯用カイロをいくつも使いながらの取材となり、後年「『カモ1羽をなぜこんなに大勢で取材しなければならないのか』と自問自答していた」と語った。
月刊誌『広告批評』は、「大の大人たちが矢ガモに振り回されるサマをなんだかなあと思い」と報じた。保護にあたっていた区職員の1人は、報道が大きくなったために作戦も大きくなってしまったと語った。
こうした記者たちを送り出す側として、各新聞社の上層部は以下のように語っている。
騒動から約20年後、当時のフジテレビジョンのアナウンサーであった八木亜希子は、「残酷な事件でしたが、よってたかって報道するほどのことなのか、と、報道する側の人間として疑問に思いました」と語っている。日本国外では、本件を取材していた英字新聞の記者の1人が、カモ自体の取材に加え、「必死に取材している日本人記者たちの姿が面白い」とも語っていた。

### 識者からの意見
一方で各界の識者は、この報道の過熱ぶりについて以下のように語っている。
漫画家のやくみつる（当時は「はた山ハッチ」名義）もこのカモの件を、テレビ向けの話題の少ないときに起きたために騒動になったものであり、「にわかヒューマニズム」「にわか動物愛護」と手厳しく意見している。このほかに、「人間の多い都会へやって来る野生動物は、人間のいたずらに晒されることはむしろ自然であり、これに動物愛護、自然愛護、愛、感動を語って報道することは嫌らしい」との意見もある。このカモを取材していたある記者が水鳥の羽毛入りの服を着ており、昼食に鴨南蛮を食べていたことに驚いたとの声もある。

## 世間の反響

### 見物人
このカモを見ようとする見物人は2月2日頃から増加し始め、その数は200人から300人に昇っていた。2月7日から8日にかけてカモが不忍池にいた際は、7日は日曜日とあって特に見物人が殺到し、家族連れなど常時200人前後が取り巻いた。さらにカップルなども加わり、最終的な見物人の数は千人以上に達した。翌8日は池に隣接する上野動物園が休園のため、園のフェンス越しに、人々が盛んに撮影を行なっていた。ここまでカモが話題を集める理由は、カルガモ同様に見た目がかわいらしい上に、自然の少なくなった都会にやって来る野鳥、という要素も加わって感情論をかき立てやすいのであり、たとえばこれが矢の刺さったカラスならここまで話題にはならなかったろう、との意見もある。
こうして連日押し寄せる見物人は、報道陣と共に次第に問題視された。カモは多くの人間たちを警戒するあまり、動物園職員による餌付けにも従わなくなった。岸辺にも近づかないようになり、群れから少し離れた場所でエサなどをついばんでいた。子供たちがカモに餌を投げ、それにつられてカモが近づくと、人々がカメラを構えて殺到、と悪循環が繰り返された。中にはカモを近くで撮影しようと、報道規制のロープを超えて水辺に近づく者もいた。「話題のカモを見ることができた」と喜んだり、不忍池で記念写真を撮影したりと、本件の意味を取り違えている見物人も見られた。2月4日には、カモが石神井川での救出作戦から逃れて不忍池で羽を休めているところへ、30歳代の中国人男性が捕まえようとして川に入ったため、驚いて逃げ出すという一幕もあった。
前述の小宮輝之は「カモは昼間休んで夜に動き回る夜行性の鳥。やじ馬やマスコミが追い回すと、かえって消耗して長く生きられないので、静かに見守ってほしい」、同じく上野動物園飼育課の衛生第一係長である川鍋富義も「映像がすごくかわいそうな姿だから、皆飛び付いてきたけれど、やじ馬や報道陣が押しかけたことで、ほかのカモも神経質になったり行動リズムが狂っている。（略）こういった騒ぎも野生の動物にいい影響は与えないですよ」、青森地域社会研究所参与である福士隆三は「動物愛護の気持ちがあるのなら、なぜそっとしておいてやらなかったのか」と指摘していた。
都市鳥研究会の顧問である唐沢孝一は、こうした見物人や報道の過熱ぶりを以下の通り、否定的に語っている。
野鳥に詳しい神奈川県立博物館の学芸員（当時）の中村一恵は、1970年代以降に野鳥が都市部に進出してきたことが、人間と野鳥の距離を狭め、今回の事件に繋がったと指摘している。
また、作家の佐藤優によれば、当時の中華料理店で女性客たちがこのカモを「かわいそう」と話していたが、彼女らの食べていた料理がアヒルの料理だったことから、矢ガモと食材の鳥を別物とみなす姿勢に疑問視したといい、この意見には同じく作家である坂東眞砂子も賛同している。京都大学名誉教授の森毅、作家のポール・ボネ、東京都内のカモ料理店「笹周」の店主である笹川周衛らも同様に、普段からカモが食材となっているにもかかわらず、今回ここまでの騒動になったことを疑問視している。「不忍池のカモは、戦後には貴重なタンパク源だった」との指摘もある。

### 各団体への声
作戦の中心となった板橋区環境保全課や上野動物園へは、矢ガモ関係で電話や手紙が殺到し、その対応だけで日常業務に支障をきたすほどであった。2月1日から11日まで、板橋区への電話は計2265本、手紙やファクシミリは175通にのぼった。2月6日は土曜日で行政機関は閉庁日であるにもかかわらず、板橋区環境保全課には日本全国から百本の電話があった。内容は激励や、計5万2000円の義援金もあったものの、多くは「何をもたもたしている」「こんな子供騙しの作戦では、いつまで経っても捕まらない」と保護をせかすもの、非難や苦情、捕獲方法の提案、現場の報道陣に対する批判などであった。当時の板橋区環境保全課係長を勤めた高田満雄は、当時のことを後に「役所生活38年で、特別な12日間だった」と振り返った。台東区にも都民や愛鳥家たちから「人間の見せ物ではないか」「本気で捕獲するなら、報道陣を引き離すべきだ」「見物人を遠ざけて捕獲すべきだ」との声が相次いだ。また、矢を射た犯人に対して「こんな酷いことを誰がやったんだ」「死刑にしろ」との怒りの声もあった。
上野動物園にも騒動開始以来ほぼ連日、保護をせかす苦情の電話や手紙が殺到した。カモの捕獲方法を延々と説明する者や、図解入りの捕獲方法をファクシミリで送る者もいた。前述のように夜行性のカモは夜のほうが活発で保護が困難にもかかわらず、それを理解せずに「鳥は夜には目が見えないから、夜に捕獲しろ」と無理な注文もあった。中には、用具持参で動物園の事務所を訪ね、捕獲方法を実演披露する者までいた。遅々として進まない対応にしびれをきらした人々から「熱心に取り組んでいない」「早く捕まえろ」「すぐそばに鳥がいるのに、何日かかっているんだ。これじゃ『不忍池』じゃなくて『死ぬはずの池』だ」などと怒りの声もとんだ。これには、板橋区では様々な作戦が行われる一方、上野動物園では当初はじっくり餌づけをしてカモの警戒心を解いた上で保護する方針だったこと、後には報道陣や見物人でカモを脅かさないように秘密裏の作戦に切り替えたという事情があった。上野動物園園長の増井光子は後年、当時は報道陣や見物人のあまりの多さに捕獲を断念し、カモがある地点にずっと留まっていることから、その場所を立入禁止にして長期戦の構えをとったため、「周囲からは何もしていないように見られ、多くの抗議を受けて辛かった」と述懐した。

### 保護成功の後
カモの保護を受け、大方の世間の反応は「よかった」「ほっとした」といったものだった。上野動物園へも全国の動物ファンから「よかった」「ありがとう」と、ねぎらいの電話が相次いだ。中には涙ながらに礼を述べる声、万歳を連呼する声もあり、その喜びようには職員たちのほうが驚くほどであった。当時の東京都知事である鈴木俊一は、2月12日午後の定例会見で矢ガモ救出に触れ、その生命力を称えて「カモ界の英雄だ」と語り、「迷言」と報じられた。ある評論家は、騒動中にはテレビで「動物園は矢ガモ救出に不熱心だ」と動物園を批判していたものの、保護成功後は一転、「さすが動物園は動物のプロ集団」とコメントした。
ジャーナリストの黒田清は、動物愛護の面から以下のように語った。
漫画家の岩本久則も「不謹慎ではあるが、矢を背負ったカモというのは絵になる。野生動物保護のキャンペーンを背中に背負った象徴のようで、もう少しあのままでいてほしいような気もした」、デーブ・スペクターも「動物を必要なく殺すのはいつも人間だ、ということを教えてくれたように思う」と語っている。
しかし中には、上野動物園宛てにカモの餌として高価な胚芽パンを差し入れるなど、過剰な反響もあった。挙句には、カモが再び矢で射られることを恐れるあまり、「カモを野生に戻さないでほしい。餌代は自分がずっと負担する」といって、現金を郵送する者もいた。動物園側は「好意はわかりますが、人間と同じものを動物も好んで食べると信じていたり、過保護にするのが動物のためだと思い込んでいたりで、勘違いしている人が本当に多い」と語った。
上野動物園へは矢の摘出成功以来、負傷したハトなどの野鳥の持ち込みが急増し、その数は2月23日までに13羽に達した。飼育係は「手術時間が六分と報道されたから上野の動物病院は優秀だと思ったのでしょう。上野周辺だけでなく、品川区、大田区などからも連れてきます。傷ついた動物を放置しているよりはいいのですが、一時的なことになるのでは」と懸念した。
また、このカモが救われたことを人々が喜ぶ一方、その感情がほかの鳥や動物たちに向いていないとする批判的な意見も見られる。
同様の批判的な意見として、前述の岩本久則も「矢ガモに向けるくらいの注目を、開発で湿原が減ったりして何十万、何百万の野鳥たちの生きる場が奪われていくことにも向けてもらいたい」と語っており、前述のポール・ボネは、友人のヨーロッパ系新聞記者に「つまり、現在の日本というのは、世界に類例がないほど治安がよく、平和だという証拠だね」「1羽のカモの安否を気づかう国民と、商業捕鯨の復活を願う国民が、同一の国民とはとても信じ難い気がするね」と言われたという。
日本鳥類保護連盟の百武充も、この事件に驚き、犯人に激しい怒りを抱いた一方で、多くの人々の興味が1羽のカモだけに留まり、狩猟対象となるカモ、水中に沈んだ流れ弾を食べて中毒を起こすカモなど、人間によって苦しめられるカモの方へ広がらないことを批判した。他にも「このカモと狩猟の的になるカモは同じなのに、このカモばかりが同情され、狩猟で狩られるカモがなぜ同情されないのか」「普段からカモを食材とする人間が、自分を優しい人間と肯定したいがために、このカモの報道に飛びついていた」などの意見もあった。ただし猟鳥や食材としてのカモと矢ガモとの比較については、前述の上野動物園の増井光子園長は「食用と苦しめるのは別問題」「食用の家畜でも苦しむ事態には、多くの人が何とかしたいと思うはず」として、このカモを「人間に追いつめられる野性鳥獣の代弁者」と語った。
他に、「虐待などで悲惨な境遇にある動物たちが多い中、人間たちがそれを見捨てている自分たちを偽善で肯定する格好の材料こそが、このこのカモだった」「カモの救出は人間たちの自己満足に過ぎない」といった意見もあった。また経済評論家の加田純一は、このカモが新聞記事で大きく報道される一方で、災害や事故での死者が紙面の片隅に機械的に掲載されるに過ぎないことを指して、「矢ガモ事件を追った報道に、防災への関心が全く見られない」と批判した。
1993年の矢ガモは確かに動物愛護の精神が中心にあったが、そのような想いもブームのように一瞬のみ高まり、すぐに萎んでしまうに過ぎない、との意見もある。事実、2015年（平成27年）に兵庫県伊丹市では、吹き矢の刺さった4羽のカモが相次いで発見されており、見方によっては1993年の事件よりも悪質といえるが、1993年の矢ガモ騒動のときほど、社会の関心を得るには至らずに終わった。評論家の芹沢俊介も、「二羽、三羽とつづいたのに、あっという間に話題にされなくなったのは気の毒の限りでありました」と述べている。

## 犯人の捜査
警視庁はこの事件について、狩猟鳥獣47種以外の捕獲を禁止する「鳥獣保護及び狩猟に関する法律」（鳥獣保護法）違反容疑で捜査を進めた。オナガガモは狩猟鳥であり、狩猟許可地域で散弾が撃ち込まれても違法ではないが、警視庁は、狩猟禁止地域で使用禁止のクロスボウを使っていることから同法を適用できるとした。罰則は「1年以下の懲役または50万円以下の罰金」の罰則を適用できるとした。1993年10月18日には、板橋区の路上で女性が矢で射られる事件があり、場所が石神井川に近く、ともに洋弓であるため、同一犯である可能性も示唆されたが、結局、真犯人が明らかになることはなかった。
その後の2000年（平成12年）12月、『週刊朝日』が独自取材により、この事件の真犯人を当時の東京都内の私大医学部生と報じた（記事上では実名が伏せられている）。同誌の記事によれば、この人物はガンマニアの友人から、クロスボウでカモを撃つことを持ちかけられ、カモを撃った。当初はこれを仲間内で自慢げに語っていたものの、やがて騒動の過熱、警察の捜査開始につれ、追いつめられた末にノイローゼ気味となり、学業失敗に至った。2000年以降は東京を離れ、この事件については口を閉ざしたまま生活しているという。

## 騒動収束後の動向
1993年11月には、漫画家の畑田国男が会長を務める「日本三大協会」が「1993年日本3大ニュース大賞」を発表し、「銀賞 愛の3橋」として「レインボーブリッジ、矢ガモの加賀緑橋、マディソン郡の橋」を選定した。
矢ガモの保護と治療、野生復帰の一連の仕事を担当した上野動物園の「矢負いのオナガガモ救出グループ」は、長年にわたる動物飼育の経験と知識をいかした矢ガモの保護と治療、野生への放逐により都民の期待に応え、都政の評価を高めたとして、同年の知事表彰に選ばれた。
翌1994年（平成6年）2月、情報誌「ぴあ」主催による、映画や音楽など各ジャンルごとに最も印象に残ったものを選ぶ「ぴあテン93」では、「矢ガモ」に2791票が投じられた。これは最も票数の多い「ワールドカップサッカー最終予選」（3288票）に次ぐ票数であり、そのワールドカップで人気を博した「中山雅史」（2511票）を上回る票数であった。
2019年（平成31年・令和元年）、元号が矢ガモ事件当時の平成から令和へ変わるにあたっては、平成時代に印象を残した事件、平成時代に話題となった動物ニュースとして、この「矢ガモ」が挙げられている。
なお、このカモが放された時には、渡り鳥の鳥類標識調査のため、上野動物園により標識としてカモの右足に金属製の足輪がつけられた。カモ類は10月に日本に飛来し、越冬後に故郷のシベリア方面に帰ることから、このカモも同様に北方へ飛び立ったと見られている。毎年の越冬地には同じ場所を選ぶことが多いことから、不忍池にこのカモが帰って来ている可能性も示唆されたが、その後、この足輪を付けたオナガガモは確認されていない。

### 記念碑

加賀緑橋の記念碑「やすらぎの水辺」

1993年11月には、石神井川にかかる加賀緑橋の袂にカモの記念碑が完成した。騒動を教訓に、「魚や水鳥が安心して住める空間を」との願いを込め、「やすらぎの水辺」と名付けられた。同11月13日に除幕式が行われ、板橋区長である石塚輝雄ら関係者80人が出席した。
当初はカモに矢の刺さった姿を再現した像とする案もあったが、あまりに痛々しいとの意見から退けられ、普通の姿のアルミニウム製のカモが、人造石の台座から空へ飛び立つ姿の像となった。建立には、板橋区が総費用960万円をかけた。像の台座部分には騒動の顛末と、動物愛護推進を謳う一文が刻まれている。
地元では、動物愛護の啓発のためとおおむね好評であった。その一方では、税金をここまで費やすことに疑問を唱える声、動物愛護のシンボルにするのは安直といった否定的な声もあった。ナチュラリストの佐々木洋もまた、事件の原因はカモが自然界を追われ、人間との距離の近い場所に住み始めたことが事件のそもそもの原因であり、高価な費用は記念碑を作るよりもむしろ、自然界の保存などに費やすべきと主張しており、「石碑は完全に逆効果」「自然界のために大切な金を使ってほしいという典型的な例」としている。コンピュータ労働研究会の土方智も「税金の無駄遣い」と批判している。

### クロスボウの規制
事件の起きた1993年には、このカモの件に加えて、ジョギング中の主婦がクロスボウの矢で重傷を負う傷害事件をきっかけとして、クロスボウの輸入・製造業者による「日本クロスボウ安全普及協議会」が設立され、自主規制に関する動きが進んでいた。しかし2020年（令和2年）時点において同協議会は活動していない上に、クロスボウの輸入、製造及び販売に関し、全体を統括する業界団体も存在しない状態であり、本人確認の甘さが指摘されていた。
2020年6月に、兵庫県宝塚市でクロスボウにより一家4人を殺傷する宝塚ボーガン殺傷事件が発生した。矢ガモを射るのに用いられた武器もクロスボウであることと絡めて、レジャー用の小型クロスボウはインターネットの通信販売での入手も容易であり、所持の許可も不要であることを問題視する声が挙がった。
2020年12月に入って、クロスボウについての議論を進めていた警察庁の有識者検討会が、銃刀法の規制対象にクロスボウを加えることを求める報告書を公表した。そして2021年（令和3年）には、クロスボウを規制対象とする改正銃刀法が可決し、クロスボウの所持は原則禁止された。この件の報道の際、1993年の矢ガモ事件が、クロスボウによる事件の代表例の一つとして報じられた。